# ميل أند دوروثي تانر
ميل أند دوروثي تانر (بالإنجليزية: Dorothy Tanner)‏ هي فنانة أمريكية، ولدت في 30 يناير 1923 في ذا برونكس في الولايات المتحدة، وتوفيت في 21 أكتوبر 1993.